# Michael Dreyer (Politikwissenschaftler)
Michael Dreyer (* 3. November 1959 in Timmendorfer Strand) ist ein deutscher Politikwissenschaftler. Seit 2005 ist er außerplanmäßiger Professor für Politische Theorie und Ideengeschichte an der Universität Jena.

## Leben und Wirken
Von 1978 bis 1982 absolvierte Dreyer ein Studium der Politischen Wissenschaft, Geschichte und Volkskunde an den Universitäten Kiel und Lexington, Kentucky. Seinen Abschluss zum Magister Artium erlangte er mit einer Arbeit über das politische System Kentuckys. 1986 erfolgte die Promotion in Kiel bei Ulrich Matthée mit einer Arbeit über die deutsche Föderalismus-Theorie im 19. Jahrhundert.
Dreyer war 1986–1988 und 1989/90 Stipendiat der Deutschen Forschungsgemeinschaft (DFG) und 1988/89 John F. Kennedy Memorial Fellow am Center for European Studies, Harvard University, Cambridge, Massachusetts. 1990/91 war er Lehrbeauftragter am Institut für Politische Wissenschaft der Christian-Albrechts-Universität zu Kiel. Von 1995 bis 2002 wirkte er als Wissenschaftlicher Assistent am Institut für Politikwissenschaft der Universität Mainz und an der Friedrich-Schiller-Universität Jena. Von 2002 bis 2005 war er DAAD-Professor an der Northwestern University, Evanston, Illinois. 2002 erfolgte die Habilitation in Jena mit einer Arbeit über Hugo Preuß (1860–1925). Biographie eines Demokraten.
Dreyers Forschungsschwerpunkte sind die Ideengeschichte des 19. und 20. Jahrhunderts in Deutschland und den USA, die Verfassungsordnung, politische Theorie und internationale Wirkung der Weimarer Republik, das politische System der USA (v. a. der Supreme Court), Minderheiten und Politische Theorie, Föderalismus und die Theorie der Revolution.
Dreyer leitet zusammen mit Andreas Braune die Forschungsstelle Weimarer Republik an der Universität Jena und ist Vorsitzender des Vereins „Weimarer Republik e.V.“
2003 wurde er für seine Habilitationsschrift mit dem Wolf-Erich-Kellner-Preis ausgezeichnet.

## Veröffentlichungen (Auswahl)

### Monografien
- Hugo Preuß (1860–1925). Biographie eines Demokraten. Franz Steiner, Stuttgart 2018 (= Weimarer Schriften zur Republik, Bd. 4), ISBN 978-3-515-12168-2.
- mit Oliver Lembcke: Die deutsche Diskussion um die Kriegsschuldfrage 1918/19. Duncker u. Humblot, Berlin 1993, ISBN 978-3-428-07904-9.
- Föderalismus als ordnungspolitisches und normatives Prinzip. Das föderative Denken der Deutschen im 19. Jahrhundert. Peter Lang, Frankfurt am Main u. a. 1987, ISBN 978-3-8204-0167-7.

### Herausgeberschaften
- mit Andreas Braune: Zusammenbruch, Aufbruch, Abbruch? Die Novemberrevolution als Ereignis und Erinnerungsort. Franz Steiner, Stuttgart 2019 (= Weimarer Schriften zur Republik, Bd. 6), ISBN 978-3-515-12219-1.
- mit Andreas Braune: Republikanischer Alltag. Die Weimarer Demokratie und die Suche nach Normalität. Franz Steiner, Stuttgart 2017 (= Weimarer Schriften zur Republik, Bd. 2), ISBN 978-3-515-11952-8.
- mit Andreas Braune: Weimar als Herausforderung. Die Weimarer Republik und die Demokratie im 21. Jahrhundert. Franz Steiner, Stuttgart 2016 (= Weimarer Schriften zur Republik, Bd. 1), ISBN 978-3-515-11591-9.
- mit Matthias Enders, Jörg Hebenstreit, Markus Lang und Werner Kremp: Always on the Defensive? Progressive Bewegung und Progressive Politik in den USA in der Ära Obama. Trier 2015 (= Atlantische Texte, Bd. 40), ISBN 978-3-86821-585-4.
- mit Klaus Ries: Romantik und Freiheit. Wechselspiele zwischen Ästhetik und Politik. Winter, Heidelberg 2014, ISBN 978-3-8253-6190-7.
- mit Michael Forster, Kai-Uwe Hoffmann und Klaus Vieweg: Die Bildung der Moderne. Francke, Tübingen 2013, ISBN 978-3-7720-8469-0.
- mit Klaus Dicke: Weimar als politische Kulturstadt. Ein historisch-politischer Stadtführer. Verlag Jena 1800, Berlin 2006, ISBN 978-3-931911-28-7.
- mit Markus Kaim und Markus Lang: Amerikaforschung in Deutschland. Themen und Institutionen der Politikwissenschaft nach 1945. Franz Steiner, Stuttgart 2004, ISBN 978-3-515-08466-6.
- Emanuel Lasker: Wie Wanja Meister wurde. Eine Erzählung aus der Schachwelt. Exzelsior, Berlin 2001, ISBN 978-3-935800-01-3.
- mit Ulrich Sieg: Emanuel Lasker – Schach, Philosophie, Wissenschaft. Philo, Berlin 2001, ISBN 978-3-8257-0216-8.